# Plectrocnemia latissima
Plectrocnemia latissima är en nattsländeart som beskrevs av Martynov 1913. Plectrocnemia latissima ingår i släktet Plectrocnemia och familjen fångstnätnattsländor. Inga underarter finns listade i Catalogue of Life.